# Grupul de Investigații Politice
Grupul de Investigații Politice (GIP) este o asociație care realizează anchete și analize referitoare la oamenii politici din România. De asemenea, GIP monitorizează activitatea instituțiilor publice și modul în care acestea administrează banii publici. Este condusă de Mugur Ciuvică. 
Asociația se prezintă doar în internet.
În februarie 2013, Mugur Ciuvică, președintele GIP, a trebuit să-i plătescă președintelui Traian Băsescu suma de 500.000.000 de lei vechi (13.600 de euro).
Ciuvică a pierdut în Romania procesul de calomnie pe care i l-a intentat șeful statului, după ce l-a acuzat că a fost colaborator al Securității comuniste. În 2019, după încheierea mandatelor de președinte ale lui Traian Băsescu, CNSAS a constatat că acesta a colaborat cu Securitatea ca poliție politică.  CNSAS a cerut instanței să constate faptul că fostul președinte a colaborat cu Securitatea. În septembrie 2019, judecătorii Curții de Apel București au stabilit, în primă instanță, că Traian Băsescu a fost colaborator al Securității ca poliție politică. 
În 2016, GIP a reclamat un presupus plagiat în teza de doctorat a Laurei Codruța Kövesi, procuror general al României la acea dată. Acuzația de plagiat a fost susținută de Asociația Grupul pentru Reformă și Alternativă Unversitară (GRAUR).  Comisia de Etică din Universității de Vest din Timișoara a stabilit că sesizarea privind plagiatul este parțial fondată, 564 de rânduri din lucrarea de doctorat fiind similare cu alte surse.  Consiliul Național de Atestare a Titlurilor, Diplomelor și Certificatelor Universitare (CNATDCU) a hotărât că Laura Codruta Kovesi nu a plagiat in lucrarea sa de doctorat. CNATDCU a stabilit că pasajele care pot cădea sub calificarea legală română de plagiat reprezintă circa 20 de pagini din 444 de pagini, ceea ce reprezintă aproape 4% din teză și că retragerea totlului de doctor ar fi o sancțiune excesivă.  Comisia de experți a CNATDCU care a analizat teza a solicitat însă interzicerea publicării acestea în starea actuală, când – deși nu se poate reține plagiatul –  este sub standardele de calitate ale unei teze de doctorat. 